# 로켓 공학
로켓 공학은 로켓과 공학을 합친말로써, 현대에와서 군사분야를 비롯해 우주분야 등에서 폭 넓게 이용되는 로켓을 전문분야로 나누어, 로켓에 대한 이론, 기술, 생산 등을 체계적으로 다루는 분야이다.
로켓 공학 영상 강의